# Procesión del Encuentro (Salamanca)
La Procesión del Encuentro también conocida como Procesión del Resucitado de Salamanca, se celebra en la mañana del Domingo de Resurrección, cerrando la celebración de la Semana Santa en la ciudad, organizada por la Cofradía de la Vera Cruz.

## Historia
El 15 de septiembre de 1615 la Cofradía De la Vera Cruz decidió hacer una procesión de Resurrección no sólo en 1616, como se estaba debatiendo, sino perpetuamente. Ofreciéndose Juan de Santillana a costear la imagen de Cristo Resucitado y el tablero sobre el que desfilaría.
en consonancia con la efervescencia barroca que imperaba en la época de su fundación, la Procesión de Encuentro presentaba múltiples elementos alegóricos, la mayoría de los cuales no han subsitido. Formaba parte del desfile un paso alegórico que mostraba una imagen del Diablo con una cadena. Tras el salían muchos niños tocando campanillas y esquilas para "espantar" al Demonio. Se portaban 14 banderas encarnadas que representaban los continentes y las constelaciones, manifestando que como el Universo se postra ante la magnificencia de Cristo Resucitado. Además desfilaban cofrades vestidos de ángeles, danzantes y músicos. 
En el siglo XVIII Manuel Francisco Pérez de Parada, mayordomo de la Cofradía desde 1724, donó una nueva imagen del Resucitado con cuatro ángeles músicos, siendo los que desfilan en la actualidad. Esta donación es el origen de la atribución, demostrada errónea, de la autoría de la imagen del Señor a Alejandro Carnicero.
Desde su origen se tiene constancia de la celebración del Encuentro. La Virgen salía enlutada del Convento de San Francisco y el Resucitado y resto de pasos de la  Capilla de la Vera Cruz, produciéndose el encuentro en el Campo de San Francisco y continuando después la procesión su recorrido por la ciudad.
Cuando en 1806 el Obispo Tavira refundió todas las procesiones existentes en la ciudad a dos la de Pascua fue una de ellas junto a la del Santo Entierro del Viernes Santo.
A principios del siglo XX la procesión perdió solemnidad e interés. Entre 1932 y 1934 no hubo procesiones en Salamanca por la inestabilidad política y posteriormente la procesión no se recuperó como sí sucedió con las restantes. Fue sustituido por un acto que los Dominicos celebraban en el atrio del Convento de San Esteban desde finales del siglo XIX, en el cual una imagen enlutada de la Virgen salía del Convento de las Dueñas para encontrarse ante la fachada de San Esteban con Jesús Sacramentado portado por un fraile dominico en una custodia llegando en procesión hasta la actual Plaza de Colón.
En 1942 se creó la Junta de Cofradías, que tenía entre sus objetivos la recuperación de este desfile. Cuando en 1944 se fundó la Hermandad Dominicana no se había producido ningún avance. Gracias al esfuerzo de la nueva cofradía se recuperó la procesión de Resurrección ese mismo año. Al año siguiente la procesión se celebró solemnemente, saliendo el Resucitado, Lignum Crucis y el Sepulcro de la Vera Cruz y la Virgen (una imagen de la Virgen del Rosario sin el Niño) desde San Esteban. En aquella época el encuentro se celebraba frente al Palacio Episcopal, presidiéndolo el obispo desde su balcón. Posteriormente se recuperó para la procesión la imagen de la Virgen de la Alegría, propiedad de la Cofradía de la Vera Cruz.
En 1961 se recuperaron los grupos de danzantes charros delante de los pasos del Resucitado y la Virgen. 
En 1984 el Encuentro se trasladó a la Plaza de Anaya, participando en la procesión todas las cofradías de Semana Santa de la Ciudad.
En 1995 el cortejo de la Virgen comenzó a salir desde el Convento de las Úrsulas
En 2004 se cambió el escenario del Encuentro, trasladándose a la Plaza Mayor, saliendo los dos cortejos de la Capilla de la Vera Cruz con una diferencia de tiempo e itinerario y entrando en la Plaza por el arco del ayuntamiento la Virgen y por el de Poeta Iglesias el resto de pasos.
El decreto episcopal que en 2007 denegó el permiso a la Vera Cruz para disolver la Procesión del Santo Entierro y desfilar en solitario el Viernes Santo reconoció a la Cofradía como anfitriona y organizadora, con la Junta de Cofradías, del desfile de Resurrección, así como del Acto del Descendimiento y del Santo Entierro. 
En el año 2008 se recuperó el uso de esquilas precediendo a la imagen del Cristo, en recuerdo de aquellas que en el periodo barroco "ahuyentaban al Demonio". Son portadas por los niños participantes en la procesión, de la Vera Cruz y de las restantes cofradías. 
En febrero de 2013 el pleno de la Junta de Cofradías decidió salir de la organización del desfile, recayendo en exclusiva en la Cofradía de la Vera Cruz, que invita a participar a representaciones de todas las cofradías penitenciales de la ciudad y trasladando de nuevo el Encuentro a la Plaza de Anaya.

## Pasos Procesionales

### Cruz Relicario del Lignum Crucis
Se trata de una cruz de plata bruñida con armazón de madera realizada en 1675. El armazón de madera y ocho ángeles de la base son obra de Cristóbal de Honorato, la labor de orfebrería corresponde al platero Pedro Benítez y la policromía y dorado de la obra se ejecutó por Pedro Nieto.  
La cruz se alza sobre una base lobulada de la que emerge una pirámide cóncava con cuatro arbotantes mixtilíneos. En la intersección de los brazos de la cruz se colocó un relicario de cristal en el que se expone la reliquia de la cruz, Lignum Crucis, donada en 1724 por fray Juan de San Antonio, del convento del Calvario. Dicha reliquia es expuesta a la veneración popular una vez al año, con motivo de la Fiesta Fundacional de la cofradía, el primer domingo de mayo.
La obra fue sometida a una completa restauración en 2008 a cargo de la empresa abulense Alfagía.
Desfila a hombros en la procesión sobre andas doradas, figurando en las esquinas cuatro angelitos que portan atributos de la Pasión y en frontal una efigie de la Inmaculada.
El maestro Manuel Rico le dedicó la marcha Lignum Crucis en 2016 con motivo del 400 aniversario del establecimiento de la procesión.

### Las Tres Marías ante el  Sepulcro Vacío
Grupo escultórico que representa a las santas mujeres descubriendo que el cuerpo de Cristo ha desaparecido de su sepultura en la mañana del Domingo de Pascua, cuando iban a embalsamarlo. Está formado por cuatro imágenes de vestir: el ángel, la virgen María en el centro, María la de Cleofás y María Magdalena. El ángel anuncia la resurrección del Señor. 
Las imágenes de las Santas Mujeres se sitúan en un lateral del paso, ante el Santo Sepulcro, abierto y vacío. Son obra del imaginero salmantino  Pedro Hernández y fueron realizadas en 1617. No se ciñe a lo descrito en los evangelios, siendo creencia popular sin base bíblica la presencia de María en estos acontecimientos. De igual modo ocurre con otros pasos de la Semana Santa y con el propio encuentro de Cristo con su madre. 
Tras más de seis décadas sin desfilar por motivos de conservación, en 2017 se recuperaron las imágenes de las tres Marías , atribuidas a Pedro Hernández y fechadas en 1617. La imagen del ángel que mostraba el sepulcro vacío a las Santas Mujeres se encuentra perdido, a pesar de los intentos de la cofradía por recuperarlo. En 2020 la cofradía incorporó al paso la imagen del ángel realizada por el imaginero salmantino Víctor de los Dolores Pablos, en sustitución de la imagen perdida.
La urna del Santo Sepulcro es la misma que el Viernes Santo el Santo Sepulcro custodia la imagen de Cristo Nuestro Bien, una vez desclavada de la cruz en el Acto del Descendimiento siendo el paso principal de la Procesión del Santo Entierro. Es una obra anónima donada a la Cofradía en 1678 por Lorenzo García y Josefa de Aragón, como reza una inscripción en su interior. Consiste en una urna de base trapezoidal, realizada en madera de ébano y carey con ventanas de cristal que permiten ver su interior. Separando las ventanas hay columnillas sobre ménsulas con basa y capitel de plata. El conjunto está decorado con florones y festones de plata. Antonio Casaseca plantea la hipótesis de que su procedencia sea iberoamericana, basándose en los materiales empleados.

### Virgen de la Alegría
Imagen anónima que por su fisonomía parece ser del siglo XVIII. Antiguamente conocida en la cofradía como Virgen de la Salud. 
Es una imagen de vestir de dulce rostro. Antiguamente llevaba en sus manos un librillo, hoy perdido y sustituido por un ramo de flores. En su ajuar destacan la corona y el rostrillo en plata con incrustaciones de piedras preciosas, restaurados recientemente.
Desfila el Domingo de Resurrección cubierta por un manto negro del que es despojada en el momento del encuentro con el Resucitado, dejando ver entonces saya y manto blanco. Es portada a hombros por las hermanas de carga de la cofradía.

### Jesús Resucitado
Imagen de excelente factura del siglo XVIII, atribuida tradicionalmente a Alejandro Carnicero y fechable entre 1724 y 1739. La atribución a Carnicero se basa en la constancia de que la imagen fue donada por Manuel Francisco Pérez de Parada, al igual que el paso de Los Azotes, con el que comparte características técnicas según algunos estudiosos. La doctora Virginia Albarán en su monografía sobre Alejandro Carnicero (2012) ha cuestionado esta atribución aunque no la datación de la imagen.
Representa a Cristo triunfante sobre la muerte, de delicada y alegre anatomía, bendiciendo con la mano derecha y llevando en la izquierda un estandarte con el Cordero Místico bordado. Antiguamente vistió la imagen capa encarnada, si bien ahora procesiona desnudo, cubierto solo por el paño de pureza. Presenta potencias de orfebrería del siglo XVIII y lleva al pecho una cruz pectoral de piedras preciosas, aunque en 2007 lució la Medalla de Oro de la ciudad otorgada a la cofradía en 2006 con motivo de su quinto centenario. La imagen se restauró en 2009 debido a las grietas que presentaba en los pies que afectaban a su estabilidad.
Cuatro ángeles músicos del mismo autor, restaurados en 2008, acompañan a la imagen principal el Domingo de Resurrección, llevados a hombros por los cofrades de la Vera Cruz.
A esta imagen está dedicada la marcha De tu Cruz al Cielo de Rubén García Torres (2009).